# Spårvidd 600 mm
600 mm är den smalaste spårvidd som använts vid järnvägar med allmän trafik enligt koncession i Sverige. Spårvidden har också varit vanlig för industri- och torvbanor runtom i landet (Décauvillespår).

## Svenska järnvägar med 600 mm spårvidd
| Lands- del | Län             | Kommun      | Bansträckning                       | Spår- vidd | S p å r | Längd km | körs med | Kon- cession år-m-d | från år-m-d | till år-m-d | revs | Sällskap                                | Anmärkning / Källa                                    |
| Götaland   | Jönköping       | Nässjö      | Anneberg - Ormaryd                  | 600        | 1       | 7        | ånga     |                     | 1909        | 1934        | 1936 | Anneberg-Ormaryds Järnväg, AOJ          |                                                       |
| Götaland   | Skåne           | Helsingborg | Helsingborg - Råå - Ramlösa         | 600        | 1       | 8,2      | ånga, el |                     | 1891        | 1967        |      | Helsingborg-Råå-Ramlösa Järnväg, HRRJ   | , breddades till normalspår och elektrifierades 1906. |
| Götaland   | Jönköping       | Jönköping   | Jönköping - Huskvarna - Vireda      | 600        | 1       | 44       |          |                     | 1894-1900   | 1935        |      | Jönköping-Gripenbergs Järnväg, JGJ      |                                                       |
| Götaland   | Kronoberg       | Lessebo     | Målerås - Kosta - Lessebo           | 600        | 1       | 30       |          | 1895-12-31          | 1888-1889   | 1948        | 1948 | Kosta-Lessebo Järnväg, KLJ              |                                                       |
| Götaland   | Västra Götaland | Götene      | Kinnemalma - Haggården              | 600        | 1       | 2,1      |          | 1907-12-31          | 1910-03-15  | 1956-11-01  | 1956 | Malma–Haggårdens Järnväg, MHJ           |                                                       |
| Götaland   | Västra Götaland | Munkedal    | Munkedal                            | 600        | 1       | 5,6      |          | 1895-07-12          |             |             |      | Munkedals Järnväg, MJ                   | Breddning till 1435 mm 1952-55,                       |
| Götaland   | Blekinge        | Karlskrona  | Nättraby hamn - Alnaryd - Älmeboda  | 600        | 1       | 49       |          |                     | 1895-1910   | 1939        | 1949 | Nättraby-Alnaryd-Elmeboda Järnväg, NAEJ |                                                       |
| Svealand   | Södermanland    | Norrköping  | Kolmården (Krokek) - Stavsjö - Virå | 600        | 1       | 17,7     |          | 1899-11-30          | 1903-08-26  | 1939-08-18  | 1939 | Stavsjö Järnväg, StJ                    |                                                       |

## Svenska industribanor med 600 mm spårvidd
| Lands- del | Län    | Kommun           | Bansträckning            | Spår- vidd | S p å r | Längd km | körs med | Kon- cession år-m-d | från år-m-d | till år-m-d | revs | Sällskap                            | Anmärkning / Källa                      |
| Svealand   | Örebro | Örebro           | Garphyttan - Latorpsbruk | 600        | 1       | 5,4      |          |                     | 1915        | 1966        | 1970 | Latorpsbruk–Garphyttan industribana | Garphyttan–Latorpsbruk (I SJS 37, 1984) |
| Götaland   | Skåne  | Hässleholm; Osby | Hästveda - Åbuamossen    | 600        | 1       |          |          |                     | 1949        | 1980        |      |                                     |                                         |

## Museijärnvägar
| Lands-del | Län             | Kommun       | Bansträckning                | Spår- vidd | S p å r | Längd km | körs med                | från | till    | Sällskap                                 | Anmärkning / Källa    |
| Götaland  | Gotland         | Gotland      | Fårösund, Bläse              | 600        | 1       | 2,2      | ånga, diesel            |      |         | Bläse Kalkbruksmuseum                    | industribana          |
| Götaland  | Jönköping       | Värnamo      | Os Bruk - Bor Norra          | 600        | 1       | 14,5     | ånga                    |      |         | Ohs Bruks Järnvägs museiförening OBJ     | , Ohsabanan           |
| Götaland  | Kalmar          | Borgholm     | Fagerrör - Böda kronopark    | 600        | 1       | 4,2      | ånga, diesel            |      |         | Böda Skogsjärnväg                        |                       |
| Götaland  | Kronoberg       | Ljungby      | Ljungby                      | 600        | 1       | 0,5      | diesel                  | 2008 |         | Norregårdsbanan, NGB                     |                       |
| Götaland  | Skåne           | Kristianstad | Kristianstad, Järnvägsmuseum | 600        | 1       | 0,25     | ånga,                   |      |         | Kristianstads Järnvägsmuseum             |                       |
| Götaland  | Västra Götaland | Falköping    | vid Kättilstorp och Sandhem  | 600        | 1       | 3,5      | diesel                  |      |         | Föreningen Ryttarens torvströfabrik      | , torvbana            |
| Götaland  | Östergötland    | Åtvidaberg   | Lakvik                       | 600        | 1       | 1,5      | ånga, diesel, tryckluft | 1976 |         | Risten-Lakviks Järnväg, RLJ              |                       |
| Norrland  | Gävleborg       | Bollnäs      | Segersta - Edsänge           | 600        | 1       | 0,9      | ånga, diesel            |      |         | Landabanan                               | ,                     |
| Svealand  | Dalarna         | Gagnefs      | Dala-Floda                   | 600 500    | 1       | 0,5 0,4  | diesel                  |      |         | Närsen-Grontjärns Järnväg                | , Skogbana, Hobbybana |
| Svealand  | Stockholm       | Sollentuna   | Viby - Hummelstugan          | 600        | 1       | 1,5      | ånga                    | 1974 | 1996-09 | Sollentuna Enskilda Järnväg, HWJ         | ,                     |
| Svealand  | Stockholm       | Värmdö       | Möja, Berg                   | 600        | 1       | 0,1      | ånga                    |      |         | Möja Jernväg, MöJ                        |                       |
| Svealand  | Södermanland    | Strängnäs    | Mariefred - Läggesta Nedre   | 600        | 1       | 3,6      | ånga,                   | 1966 |         | Östra Södermanlands Järnväg, ÖSlJ        |                       |
| Götaland  | Västra Götaland | Munkedal     | Åtorp - Munkedals hamn       | 600        | 1       | 2,5      | ånga, diesel            | 1985 |         | Munkedals Jernväg                        |                       |
| Svealand  | Örebro          | Lindesberg   | Frövi                        | 600        | 1       | 0,7      | diesel                  |      |         | Frövi Maskin- och Bruksbanemuseum, FMBBM |                       |